# Bank inwestycyjny
Bank inwestycyjny – bank specjalizujący się w gwarantowaniu emisji papierów wartościowych, obrocie papierami inwestycyjnymi oraz inwestowaniu. Usługi banków inwestycyjnych obejmują przykładowo pośrednictwo pomiędzy emitentami papierów wartościowych a inwestorami, udzielanie gwarancji, obsługę transakcji fuzji i przejęć, zarządzanie aktywami, obsługę i doradztwo przy restrukturyzacjach przedsiębiorstw czy też doradztwo finansowe dla dużych klientów instytucjonalnych.
W przeciwieństwie do banków depozytowo-kredytowych, bank inwestycyjny nie zbiera depozytów od ludności i podmiotów gospodarczych. Nawet jeśli posiada sieć oddziałów, to wśród produktów bankowych nie ma rachunków oszczędnościowo-rozliczeniowych czy lokat terminowych.
Klientami banków inwestycyjnych są najczęściej duże przedsiębiorstwa, fundusze inwestycyjne, fundusze emerytalne, fundusze hedgingowe oraz inne podmioty i instytucje rynku finansowego.
Inwestycje dokonywane za pośrednictwem banków inwestycyjnych charakteryzują się z reguły wysoką stopą zwrotu oraz wysokim ryzykiem.
Największe banki inwestycyjne to Barclays, Bank of America, Citibank, Goldman Sachs, Credit Suisse, Deutsche Bank, JP Morgan, Rothschild&Co, Morgan Stanley, Salomon Brothers i UBS.